# Thới An, Ô Môn
Thới An là một phường thuộc quận Ô Môn, thành phố Cần Thơ, Việt Nam.
Phường Thới An có diện tích 24,31 km², dân số năm 2004 là 26.474 người, mật độ dân số đạt 1.089 người/km².